# Kalandraka
 (avril 2023).
La mise en forme du texte ne suit pas les recommandations de Wikipédia : il faut le « wikifier ».
Les points d'amélioration suivants sont les cas les plus fréquents. Le détail des points à revoir est peut-être précisé sur la page de discussion.
- Les titres sont pré-formatés par le logiciel. Ils ne sont ni en capitales, ni en gras.
- Le texte ne doit pas être écrit en capitales (les noms de famille non plus), ni en gras, ni en italique, ni en « petit »…
- Le gras n'est utilisé que pour surligner le titre de l'article dans l'introduction, une seule fois.
- L'italique est rarement utilisé : mots en langue étrangère, titres d'œuvres, noms de bateaux, etc.
- Les citations ne sont pas en italique mais en corps de texte normal. Elles sont entourées par des guillemets français : « et ».
- Les listes à puces sont à éviter, des paragraphes rédigés étant largement préférés. Les tableaux sont à réserver à la présentation de données structurées (résultats, etc.).
- Les appels de note de bas de page (petits chiffres en exposant, introduits par l'outil «  Source ») sont à placer entre la fin de phrase et le point final[comme ça].
- Les liens internes (vers d'autres articles de Wikipédia) sont à choisir avec parcimonie. Créez des liens vers des articles approfondissant le sujet. Les termes génériques sans rapport avec le sujet sont à éviter, ainsi que les répétitions de liens vers un même terme.
- Les liens externes sont à placer uniquement dans une section « Liens externes », à la fin de l'article. Ces liens sont à choisir avec parcimonie suivant les règles définies. Si un lien sert de source à l'article, son insertion dans le texte est à faire par les notes de bas de page.
- La présentation des références doit suivre les conventions bibliographiques. Il est recommandé d'utiliser les modèles {{Ouvrage}}, {{Chapitre}}, {{Article}}, {{Lien web}} et/ou {{Bibliographie}}. Le mode d'édition visuel peut mettre en forme automatiquement les références.
- Insérer une infobox (cadre d'informations à droite) n'est pas obligatoire pour parachever la mise en page.

Pour une aide détaillée, merci de consulter Aide:Wikification.
Si vous pensez que ces points ont été résolus, vous pouvez retirer ce bandeau et améliorer la mise en forme d'un autre article.
Kalandraka est une maison d'édition espagnole fondée et basée à Pontevedra spécialisée dans l'édition de livres pour enfants, entre autres. Elle a été créée en 1998, inspirée par un groupe de personnes liées au monde de l'éducation et de la littérature pour enfants dans leurs domaines d'animateurs, de libraires, d'auteurs ou de diffuseurs.

## Étymologie

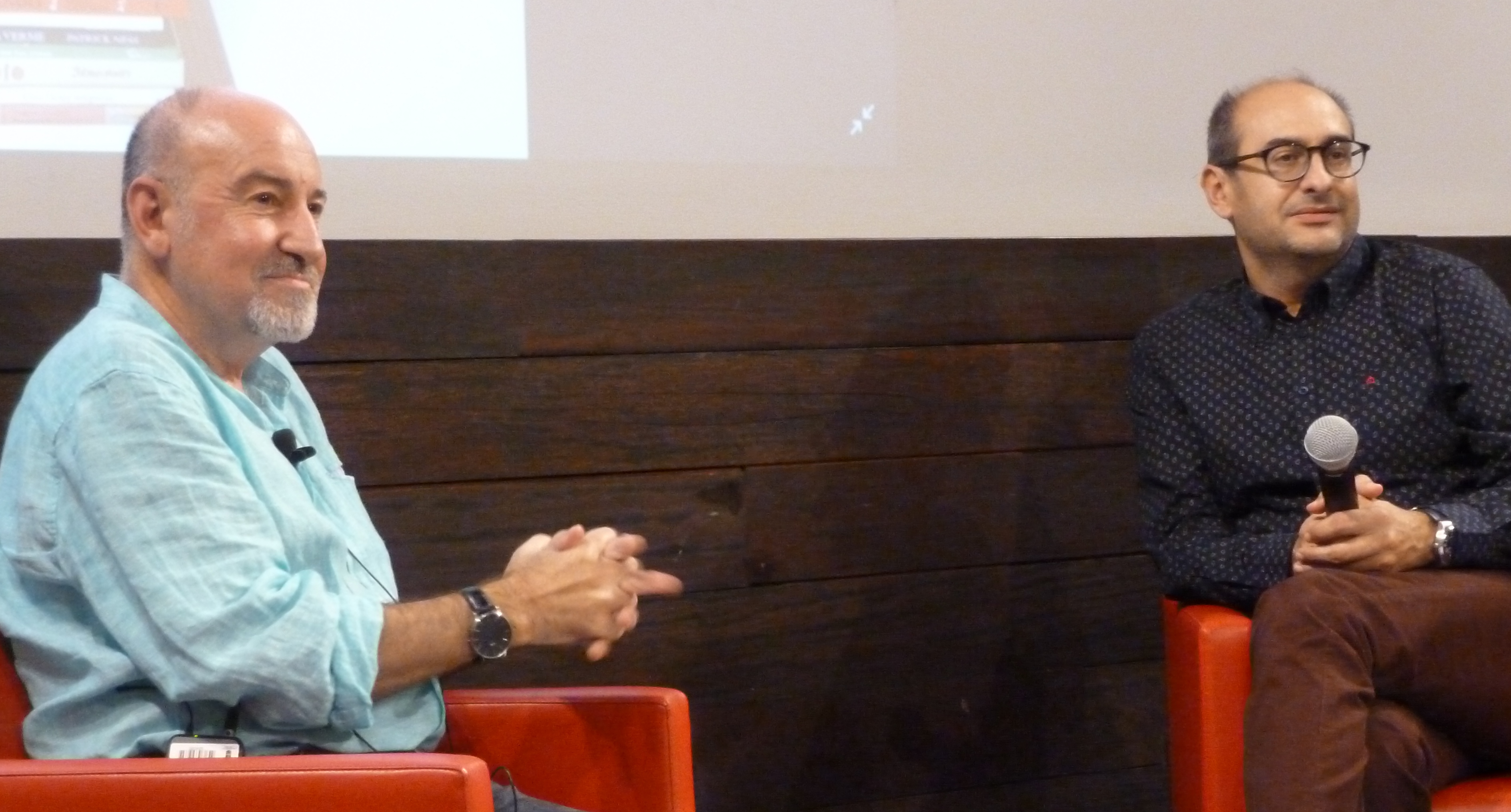
Xosé Ballesteros (à gauche), directeur général de Kalandraka, à la Maison des Cloches à Pontevedra en 2018.

Le nom de la compagnie, Kalandraka, est emprunté à une troupe de théâtre liée aux fondateurs, et ils l'ont choisi principalement en raison de sa forte sonorité.

## Histoire
La maison d'édition a été fondée en 1998 à Pontevedra. Le groupe promoteur était composé de Xoán Couto, Begoña Martínez, Gonzalo Pérez, Isabel Tato, Manuela Rodríguez et Xosé Ballesteros, qui ont apporté chacun un million de pesetas (6 000 euros).

### Débuts
Dès le début, outre l'aspect purement littéraire, l'une des préoccupations de Kalandraka concernait la normalisation linguistique du galicien. La maison d'édition a également développé une série d'activités pour encourager la lecture depuis sa création, intitulée "Livres à raconter".
Elle a débuté avec trois collections: Demademora, qui publiait le travail des écrivains et auteurs contemporains; Os contos do trasno, qui accueillait des adaptations de contes classiques ou la version de contes folkloriques de différentes cultures, créée avec "A casiña de chocolate" par les frères Grimm, adaptée et illustrée par Macu Fontarigo, et avec "Os tres osos", avec des dessins de Pepe Carreiro ); et Maremar, une collection créative, de format différent, destinée aux "enfants entre 9 et 99 ans".
Tout au long de la première étape, elle diversifie sa production avec davantage de collections: Tras os montes, composée de bestsellers internationaux de la littérature pour enfants du XXe siècle traduits en galicien, la bibliothèque Panteno, avec des textes pour adultes sur la littérature pour enfants, ou Sondeconto.

### La période 1999-2009
En 2001, les collections Seteleguas sont apparues, pour les lecteurs entre 8 et 10 ans, et Tiramillas, pour ceux entre 10 et 12 ans.

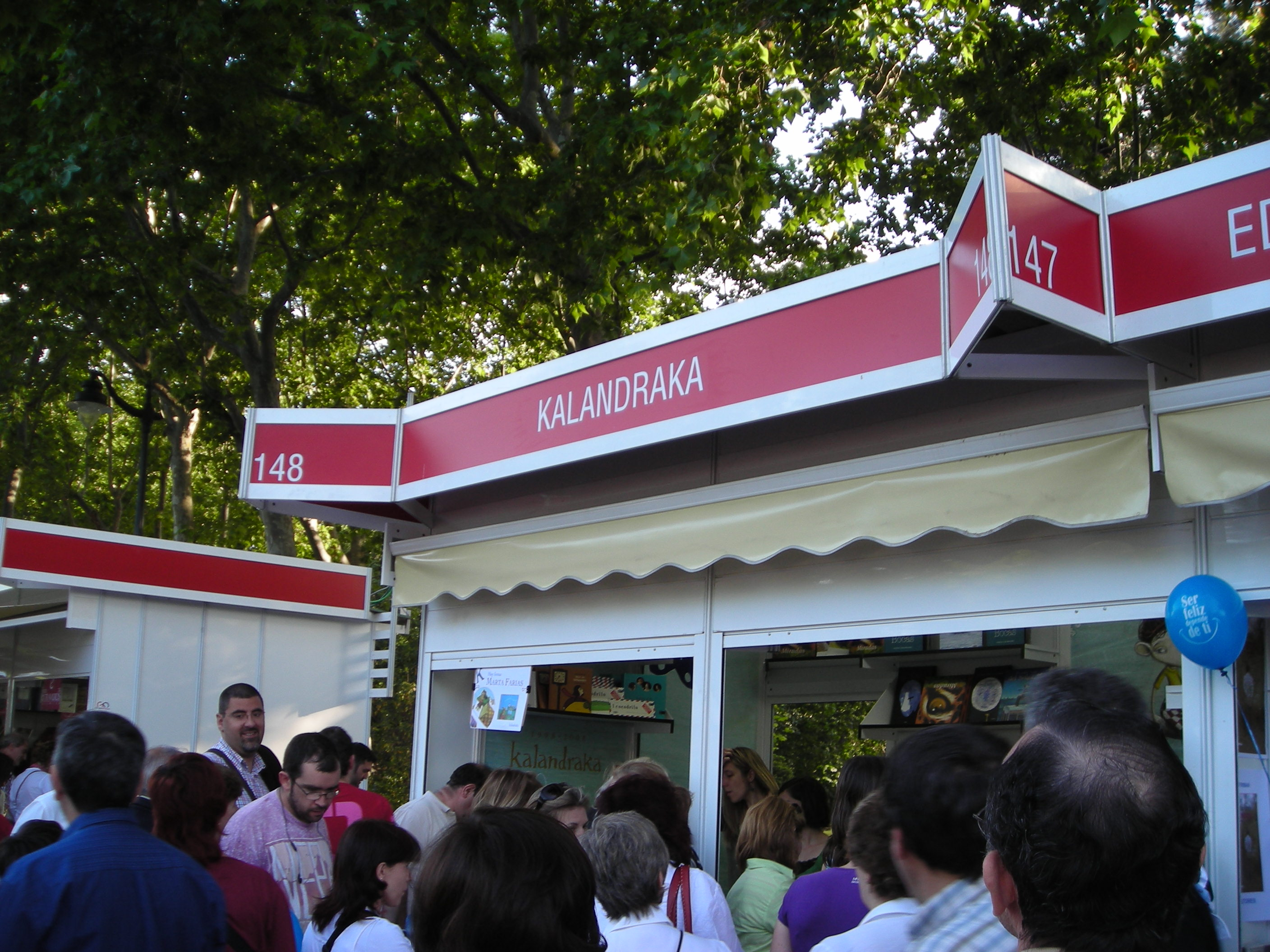
Stand de Kalandraka au salon du livre de Madrid en 2008.

De nombreux illustrateurs galiciens et étrangers ont commencé leur voyage dans le monde de la littérature pour enfants avec Kalandraka. Dans certains cas, les reconnaissances sous forme de prix nationaux sont venues rapidement, comme ce fut le cas pour Óscar Villán avec O coelliño blanco (Prix national d'illustration de 1999) ou Federico Fernández avec Onde perdeu Lúa a risa? (Prix national en 2001).
Plus tard, en 2003, l'œuvre Artefactes a reçu le prix du meilleur livre publié; cette année-là, le livre Pancho, Antonio Santos, a reçu le 2e prix national d'illustration. Un an plus tard, en 2004, Un lugar en el bosque, d' Armando Quintero, remporte le Prix national de littérature pour enfants en Uruguay.
Smara a remporté le prix Isaac Diaz Pardo du meilleur livre illustré de 2006. Pucho, le résident des toits de Manuel Janeiro Casal, illustré par Juan Ramón Alonso, a reçu le prix national de l'édition en 2007.
Beaucoup de ses livres ont été traduits dans d'autres langues, comme le japonais ou le coréen, le grec ou l'hébreu, entre autres.

### La période 2010-2023
En 2012, elle a remporté le Prix National du Meilleur Travail Éditorial Culturel du ministère de l'Éducation, de la Culture et des Sports pour "son engagement envers la littérature pour enfants, mettant en valeur le soin des textes, ainsi que la qualité de l'illustration et le dévouement à des genres plus complexes tels que la poésie". Elle est devenue la première maison d'édition galicienne à être reconnue par le ministère espagnol de la Culture avec le Prix national du meilleur travail éditorial culturel, une distinction honorifique créée en 1994 pour reconnaître la carrière éditoriale des personnes physiques ou morales dont la contribution à la vie culturelle était innovante et remarquable.
En 2013, elle a reçu le prix Xoán Manuel Pintos de la mairie de Pontevedra. En 2018, 2019 et 2020, la maison d'édition a reçu le Prix Gala do Libro Galego dans la catégorie Théâtre pour diverses pièces ( Rio Bravo, Eroski Paraíso et Citizen ) de Chévere ; lors de ce Gala, convoqué chaque année par l'Association des éditeurs de Galice, la Fédération des bibliothèques de Galice et l'Association des écrivains de langue galicienne, a obtenu dans toutes les éditions un nombre important de candidatures entre les œuvres finalistes de chaque modalité,.
En 2017, Kalandraka lance la Bibliothèque du Théâtre spécialisée dans l'édition de textes de théâtre. En 2019, l'éditeur a lancé la collection "Confluences".
En 2020, au cours des premiers mois de la crise sanitaire résultant de la pandémie mondiale de coronavirus, Kalandraka a décidé de mettre en valeur le contenu de la littérature jeunesse à travers sa chaîne de télévision, présentée par Bea Campos.
En avril 2023, la maison d'édition Kalandraka a créé le nouveau imprint Cuatro Lunas.

## Description
Kalandraka compte plus de 1 000 titres dans le catalogue.
La maison d'édition a été pionnière en Galice dans l'édition d'albums illustrés de manière systématique en galicien et, en parallèle, dans d'autres langues espagnoles péninsulaires (basque, catalan, espagnol et portugais ) et du reste du monde (italien et anglais).

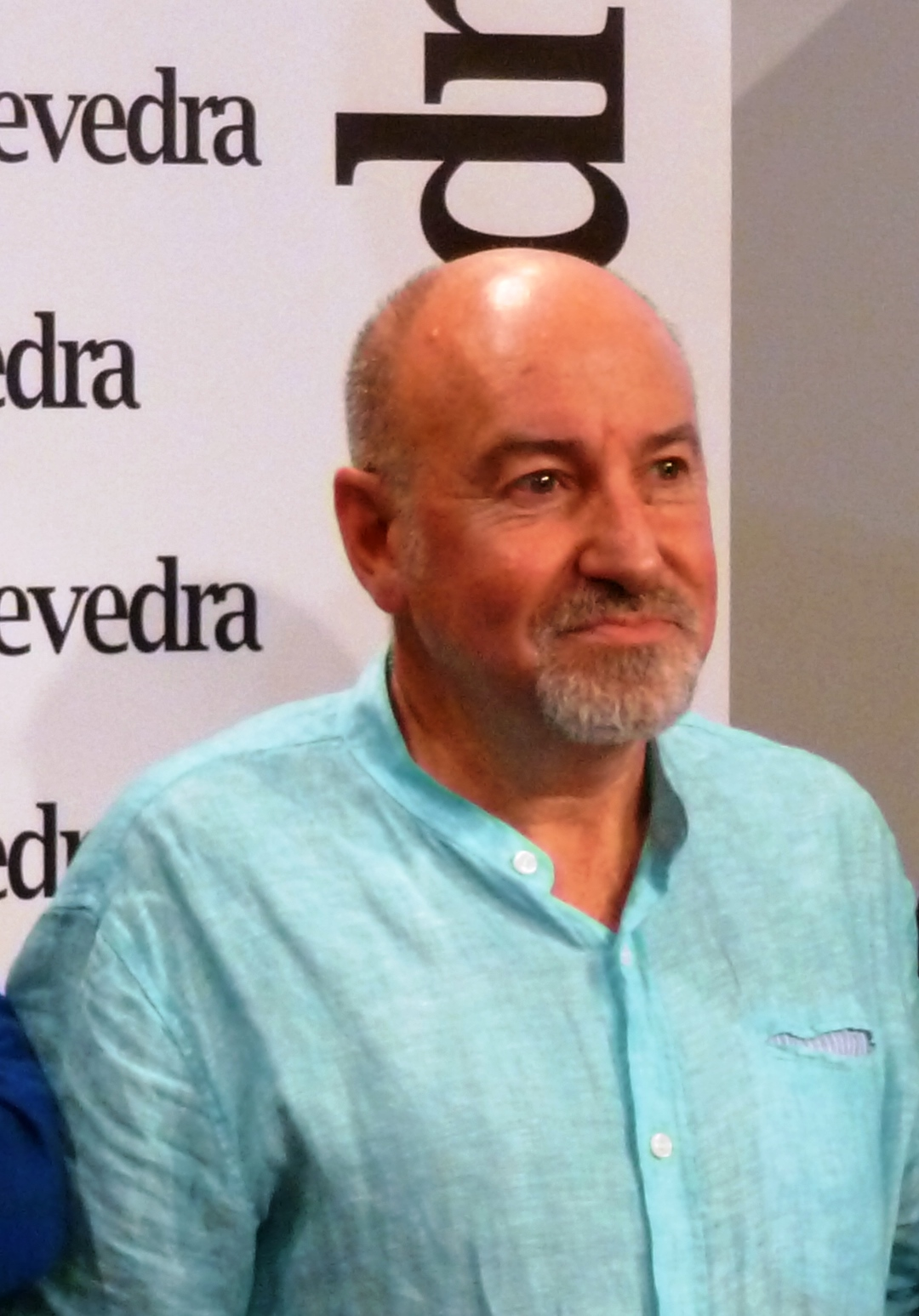
Xosé Ballesteros, directeur général de Kalandraka.

L'entreprise promeut d'autres projets comme la chaîne de télévision numérique de littérature pour enfants et adolescents Kalandraka.tv.
Factoría K est l'un des labels éditoriaux de la maison d'édition Kalandraka.